# BMS Scuderia Italia
BMS Scuderia Italia a fost o echipă de Formula 1, care a concurat în Campionatul Mondial între 1988 și 1993.

## Palmares în Formula 1
| Sezon | Piloți                                                                     | Puncte | Loc clasament general |
| ----- | -------------------------------------------------------------------------- | ------ | --------------------- |
| 1993  | Michele Alboreto (14 curse) / Luca Badoer (14 curse)                       | 0      | -                     |
| 1992  | JJ Lehto / Pierluigi Martini                                               | 2      | 10                    |
| 1991  | Emanuele Pirro / JJ Lehto                                                  | 5      | 8                     |
| 1990  | Gianni Morbidelli (2 curse); Emanuele Pirro (14 curse) / Andrea de Cesaris | 0      | -                     |